# Windows 2000
Windows 2000 (енгл. Windows 2000) је оперативни систем корпорације Мајкрософт, издат у фебруару 2000. године. Припада породици оперативних система Microsoft Windows.

## Верзије
Windows 2000 се у почетку појавио у четири издања:
- професионално издање
- серверско издање
- напредно серверско издање
- серверско издање за велике рачунаре, најјаче серверско издање

## Карактеристике
За разлику од других издања Мајкрософтових оперативних система, Windows 2000 је долазио и у кућној варијанти и у серверским варијантама.
Пре, али и после њега су то увек биле раздвојена издања (погледати секцију „види још“).
У оквиру свог датотека-система NTFS, Windows 2000 је увео и шифровање. Тај систем је омогућавао корисницима да шифрују податке тако да нико осим њих не може да их прочита. За самог корисника процес дешифровања је био неприметан, тј. није захтевао никакву посебну акцију.
Систем је омогућавао да се чврсти дискови преведу у динамичке дискове, чиме се постизала могућност да се више физичких чврстих дискова посматра као једна логичка партиција, да се подржавају дисковни системи RAID идр.

## Серверска издања
Серверска издања су донела велика унапређења у односу на своје претходнике. Сва су имела следеће могућности:
- рутирање уз подршку за виртуелне приватне мреже, проверу идентитета „Радијус“, пресликавање мрежне адресе идр.
- , који је био интегрисан у активни директоријум
- групне полисе, такође део активног директоријума
- подршка за дисковне системе
- подршка за Керберос, MS-CHAP v2, инфраструктуру јавних кључева
- веб-сервер IIS, пето издање

## Активни директоријум
На пољу управљања доменом Windows 2000 је такође донео значајно унапређење.
Централизован и хијерархијски систем је омогућавао администраторима мреже да на једноставан начин управљају доменом.
Са једног места се управљало корисничким налозима, ажурирањем рачунара, креирале и примењивале групне полисе, инсталирао додатни софтвер на клијенте.